# 옌스 토트
옌스 토트(Jens Todt, 1970년 1월 5일 ~ , 니더작센주 하멜른)는 은퇴한 독일의 축구 선수로, 현역 시절 수비형 미드필더로 활약했었다.

## 클럽 경력
토트는 하펠제에서 프로 축구에 입문하였다. 1991년, 그는 폴커 핀케 감독을 따라 2부 리그의 프라이부르크에 입단하였고, 두 사람은 슈바르츠발트 연고의 클럽에 전설적인 존재로 자리잡게 되었다. 그의 두번째 시즌, 그는 경력 최고 기록인 42경기 출전 11골 득점 기록을 세웠으며, 팀의 역사상 첫 분데스리가 승격에 지대한 공을 세웠다.
프라이부르크는 이어지는 세 시즌간 1부 리그 지위를 유니하였으며, 1995년에는 시즌을 3위로 마감하였고, 토트는 통산 14번의 리그골을 득점하였다. 1996년 여름, 그는 베르더 브레멘과 계약하여 노쇠한 디터 아일츠 (31세) 와 미르코 포타파 (40세)를 대신하여 3년동안 주전으로 정기적 출장을 하였고, DFB-포칼 우승으로 매듭을 지었는데, 그는 바이에른 뮌헨과의 결승전 승부차기 (1-1로 연장전까지 비긴 후)에서 빠졌다.
토트는 그 후 슈투트가르트에 합류하였고, 기량 하락과 잦은 부상으로 드물게 출장하였다. 2003년, 그는 33세의 나이로 현역 은퇴를 하였고, 총 208번의 독일 1부 리그 경기에 출전하여 21골 (2부 리그 출장 기록은 101경기 18골이다.) 을 기록하였다.
은퇴 후, 토트는 슈피겔 (Der Spiegel)의 기자로 일하였고, 얼마 지나지 않아 함부르크의 유소년 코디네이터가 되었다. 2009년 6월, 그는 함부르크를 떠나 7달후에 볼프스부르크의 같은 직위를 맡았다.

## 국가대표팀 경력
토트는 독일 국가대표팀 경기에 3번 출전하였는데, 데뷔전은 1994년 10월 12일, 0-0으로 비긴 헝가리와의 친선경기였다.
그는 UEFA 유로 1996의 결승전을 앞두고 부상 문제로 막판에 엔트리로 불려왔으나, 우승팀의 경기에 한번도 출전하지 못하였다.

## 감독 경력
그는 보훔의 스포르팅 디렉터가 되었으나, 2013년 4월 8일에 해고되었다.

## 수상

### 클럽
- 2부 리그: 1992–93
- DFB-포칼: 1998–99

### 국가대표팀
- UEFA 유럽 축구 선수권 대회: 1996